# 飛驒神岡站

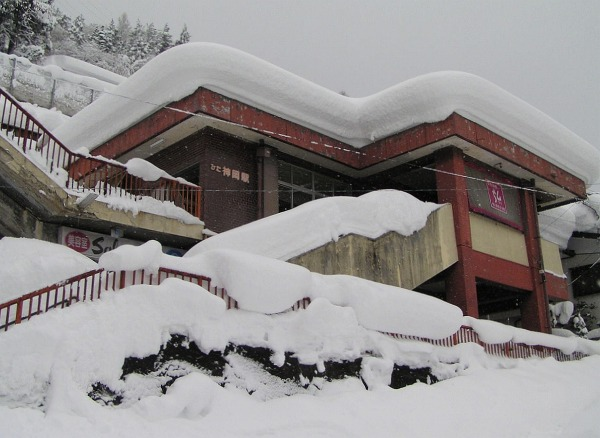
冬天的神岡礦山前站（2005年12月）

飛驒神岡站（日语：／ Hidakamioka eki */?）是位於岐阜縣飛驒市神岡町船津，神岡鐵道的神岡線車站（廢站）。

## 歷史
- 1966年（昭和41年）10月6日 - 日本國有鐵道（國鐵）神岡線飛驒船津站（日语：／）啟用[1]。當時只可處理旅客[1]。
- 1971年（昭和46年）10月1日 - 成為無人車站[2]。
- 1984年（昭和59年）10月1日 - 神岡鐵道繼承神岡線[1]。車站改名為飛驒神岡站。
- 2006年（平成18年）12月1日 - 車站廢除。

## 車站構造
截至車站廢除前，車站是一座架空車站，設有1面1線的單式月台。車站建於兩斜坡之間的山谷中，靠近豬谷一方的斜坡旁邊。因此，車站兩端均為隧道區間，中間為鐵橋區間，穿越神岡市區。月台位於鐵橋上，月台上設有惠比壽的木像。月台下設有神通川水系高原川的支流山田川。
月台上靠近豬谷一方設有樓梯連接車站大樓。車站大樓是一座混凝土建築物，只有一層高。內部除了候車室和廁所，部分車站事務室經過改裝後，開設了美容院。此站是無人車站，美容院內沒有被委托販賣車票。車站大樓低於月台但是於市區道路，因此車站大樓與街道之間設有樓梯連接。

## 車站周邊
此站最接近舊神岡町中心和舊町公所，距離約300米。在越過高原川後可到達舊神岡町公所。車站附近近較民居和商店。
車站內的樓梯處可看見幸土泉水湧出，這泉水有很久的歷史。在山脊處曾經因建設國道41號繞道工程使擔心水源中斷，可是最後沒有發生這個情況，現時過有泉水湧出。
車站下方設有設有濃飛巴士巴士站。停靠的巴士路線連接飛驒古川站、高山站方向和神岡町之間。
車站北邊鐵路隧道上方設有國道41號沿山田川行走，對面岸的神岡中心邊緣處設有國道471號。
- 飛驒市立神岡小學
- 飛驒市政廳神岡振興事務所（舊神岡町（日语：神岡町 (岐阜県)）公所）
- 飛驒市立神岡中學
- 神岡城（日语：神岡城）、高原鄉土館、神岡礦山資料館
- 飛驒市神岡圖書館
- CBC電台飛驒神岡無線電中繼站（1062kHz 100W）
- 東海電台飛驒神岡中繼站（1458kHz 100W）
- NHK岐阜放送局飛驒神岡無線電中繼站（第1放送1341kHz 100W 第2放送1539kHz 100W）
- 岐阜放送飛驒神岡無線電中繼站（720kHz 100W）

## 相鄰車站
神岡鐵道
神岡線
神岡礦山前－飛驒神岡－神岡大橋

## 注腳
1. 1 2 3 4  石野哲（編）. . JTB. 1998: 173. ISBN 978-4-533-02980-6 （日语）.
2. ↑  . 鐵道公報 (日本國有鐵道總裁室文書課). 1971-09-29: 5 （日语）.